# Testudinaria rosea
Testudinaria rosea là một loài nhện trong họ Araneidae.
Loài này thuộc chi Testudinaria. Testudinaria rosea được Cândido Firmino de Mello-Leitão miêu tả năm 1945.